# Estádio Vila Capanema
Het Estádio Durival Britto e Silva, beter bekend als Estádio Vila Capanema, is een voetbalstadion in de Braziliaanse stad Curitiba in deelstaat Paraná. Het stadion werd gebouwd in 1947. De Braziliaanse voetbalclub Paraná Clube heeft er zijn thuisbasis.

## WK interlands
Tijdens het WK voetbal dat in 1950 in Brazilië plaatsvonden werden 2 wedstrijden in Vila Capanema gespeeld. Het stadion had tijdens dat toernooi een capaciteit van 20.000 toeschouwers. Voor het WK 2014, dat ook in Brazilië zal plaatsvinden, werd in Curitiba gekozen voor het andere stadion, de Arena da Baixada.
| № | Datum        | Wedstrijd                 | Uitslag | Competitie             | Toeschouwers |
| - | ------------ | ------------------------- | ------- | ---------------------- | ------------ |
| 1 | 25 juni 1950 | Spanje – Verenigde Staten | 3 – 1   | WK 1950 Groepsfase (B) | 9.511        |
| 2 | 29 juni 1950 | Zweden – Paraguay         | 2 – 2   | WK 1950 Groepsfase (C) | 7.903        |

Estádio do Maracanã (Rio de Janeiro) · Estádio do Pacaembu (São Paulo) · Estádio Sete de Setembro (Belo Horizonte) · Estádio Durival de Britto (Curitiba) · Estádio dos Eucaliptos (Porto Alegre) · Estádio Ilha do Retiro (Recife)